# Mylabris humeralis
Mylabris humeralis es una especie de coleóptero de la familia Meloidae.

## Distribución geográfica
Habita en Sri Lanka.